# Mathias Fischer-Dieskau
Mathias Fischer-Dieskau (* 1951 in West-Berlin) ist ein deutscher Bühnenbildner und Theaterausstatter.

## Leben
Der älteste Sohn des Sängers Dietrich Fischer-Dieskau (aus dessen erster Ehe mit der Cellistin Irmgard Poppen) wollte bereits im Alter von zehn Jahren Bühnenbildner werden. Im Studium beschäftigte er sich mit Architektur, Germanistik und Geschichte. Von 1972 bis 1974 war er Assistent am Theater Basel und bei den Salzburger Festspielen. In den 1970er-Jahren gründete er in Berlin eine der ersten freien Operngruppen Junges Ensemble für Musiktheater, das selten gespielte Werke der Opernliteratur auf die Bühne brachte (z. B. Simplicius Simplicissimus von Karl Amadeus Hartmann).
Mit der Uraufführung Eine linke Geschichte begann 1980 eine intensive Zusammenarbeit mit dem Berliner Grips-Theater.
Zu den größten Erfolgen hier zählen Ab heute heißt du Sara und die 1986 entstandene Produktion Linie 1, die bis heute im Original gespielt wird und an 25 Orten auf der ganzen Welt gastierte. Die Verfilmung der Linie 1 durch Reinhard Hauff betreut Fischer-Dieskau ebenfalls. In den 1990er-Jahren entwickelte sich eine enge Zusammenarbeit mit dem Theater des Westens in Berlin und mit Helmut Baumann und Jürg Burth. Es entstanden u. a. Revuen zur Berliner Zeitgeschichte: Ufa-Revue (1992), Blue Jeans (1994), Let’s Pop. Bis heute hat er die Bühnenbilder für weit mehr als 100 Produktionen im In- und Ausland entworfen. Er arbeitet für Oper, Schauspiel sowie für Musical und Show.

## Produktionen (Auswahl)
Oper/Tanz
- 1983    Deutsche Oper Berlin: Jakob Lenz (Wolfgang Rihm)
- 1993    Théâtre du Châtelet, Paris: Der Rosenkavalier (Richard Strauss/Hofmannsthal), Regie Adolf Dresen, Dirigent Armin Jordan
- 1995    Théâtre du Châtelet, Paris: Peter Grimes (Britten), Regie Adolf Dresen, Dirigent Jeffrey Tate
- 1997    Aalto-Theater, Essen: Arabella (Richard Strauss/Hofmannsthal), Regie Adolf Dresen, Dirigent Stefan Soltesz
- 2001    Grand Théâtre de Genève, Genf: Lady Macbeth von Mzensk  (Schostakowitsch), Regie Nicolas Brieger, Dirigent Armin Jordan
- 2003    Grand Théâtre de Genève, Genf: The Turn of the Screw  (Britten), Regie Nicolas Brieger, Dirigent Jeffrey Tate
- 2006    Theater Basel:  Don Giovanni, Regie Andreas Dresen, Dirigent Marko Letonya
- 2010    Staatsoper Hannover:  Gefährliche Liebschaften Ballett-Uraufführung von Jörg Mannes[1]

Schauspiel
- 2001    Schauspiel Leipzig: Akte Böhme, Regie Andreas Dresen
- 2002    Deutsches Theater Berlin:  Zeugenstand, Regie Andreas Dresen
- 2006    Deutsches Theater Berlin:  Kasimir und Karoline (Ödön von Horváth), Regie Andreas Dresen
- 2009    Burgtheater, Wien: Der Schein trügt (Thomas Bernhard), Regie Nicolas Brieger

Musical/Show/Revue
- 2000    Friedrichstadtpalast Berlin: Revue Berlin, Regie Jürg Burth
- 2007    Volksoper Wien:  Orpheus in der Unterwelt (Jacques Offenbach), Regie Helmut Baumann
- 2008    Staatsoper Hannover:  Guys and Dolls (Loesser), Regie Matthias Davids[2]
- 2009    Staatstheater Kassel:  South Pacific, Regie Matthias Davids
- 2010    Staatstheater Kassel:  Into the Woods, Regie Matthias Davids
- 2010    Volksoper Wien:  Die Blume von Hawaii (Paul Abraham), Regie Helmut Baumann